# Gebel Druso (stato)
Lo Stato del Gebel Druso (in arabo جبل الدروز‎?, Jabal al-Durūz, in francese Djebel Druze) è stato uno stato autonomo durante il Mandato francese della Siria, esistito dal 1921 al 1936. Fu creato per favorire la minoranza drusa locale.

## Nome
Il 4 marzo 1922 fu proclamato lo Stato di Suwayda, dal nome della sua capitale al-Suwayda, ma nel 1927 esso fu ridenominato Gebel Druso o Stato del Gebel Druso, a causa della montagna definita Jabal al-Duruz.

## Storia

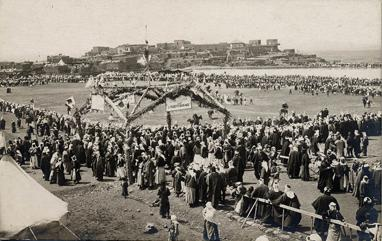
I Drusi celebrano la loro indipendenza nel 1925

Formato il 1º maggio 1921 sull'antico territorio sotto dominazione ottomana, il Gebel Druso è la patria di circa 50.000 Arabi drusi. Fu la prima, e rimane l'unica, entità autonoma ad essere popolata e governata da Arabi drusi. La Rivoluzione Siriana del 1925 iniziò nel Gebel Druso sotto la guida di Sultan al-Atrash. Col Trattato franco-siriano del 1936, esso cessò di esistere come entità autonoma e fu incorporato nella Siria.

## Governatori
- Amir Salim Basha al-Atrash (1º maggio 1921 - 15 settembre 1923)
- Trenga (provvisorio) (settembre 1923 - 6 marzo 1924)
- Gabriel Marie Victor Carbillet (6 marzo 1924 - 14 ottobre 1925)
- Charles Andréa (15 ottobre 1925-1927)
- Marie Joseph Léon Augustin Henry (1927)
- Abel Jean Ernest Clément-Grancourt (1927-1932)
- Renaud Massiet (3 febbraio 1932 - 28 gennaio 1934)
- Devicq (1934-1935)
- Tarrit (1935 - 2 dicembre 1936)